# ريتشارد جوزيف مالون
ريتشارد جوزيف مالون (بالإنجليزية: Richard Joseph Malone)‏ هو كاهن كاثوليكي أمريكي، ولد في 19 مارس 1946 في سالم في الولايات المتحدة.